# Seznam madžarskih pisateljev
Seznam madžarskih pisateljev.

## A
- Melinda Nadj Abonji
- Zoltán Ambrus
- János Arany

## B
- Mihály Babits
- József Balázs (1944–1997)
- András Barta
- Attila Balázs
- Sándor Barta
- Zsolt Bayer
- Pál Békés (1956–2010)
- Marcell Benedek
- Géza Bereményi
- András Berkesi
- Ádám Bodor (*1936)
- Sándor Bródy

## C
- Sándor Csoóri (1930–2016)

## D
- György Dalos
- László Darvasi (*1962)
- Zsófia Dénes (1885–1987)
- Zoltán Dér
- Tibor Déry
- György Dragomán
- András Dugonics

## E
- Mályusz Elemér (1898–1989), zgodovinar
- István Eörsi
- Péter Esterházy (1950–2016)

## F
- Sándor Fábry?
- Mihály Fazekas
- Gyula Fekete
- István Fekete
- Miksa Fenyő
- Pál Ficsku
- András Forgách
- Milán Füst

## G
- József Gaál
- Andor Gábor
- Erszébet Galgóczi
- László Garaczi (*1956)
- Géza Gárdonyi
- Nándor Gion
- Ferenc Glatz (zgodovinar, akademik)
- Árpád Göncz
- Krisztián Grecsó
- Lajos Grendel (madž.-slovaški)
- László Gyurkó

## H
- Hans Habe
- Béla Hamvas
- Gyula Háy (dramatik)
- János Háy (*1960)
- Gáspár Heltai
- Ferenc Herczeg (1863-1954), dramatik
- Gyula Hernádi
- Arthur Holitscher (1869-1941)
- István Horvát (1784-1846), zgodovinar
- Ödon von Horváth
- Sándor Hunyady

## I
- Béla Illés
- Gyula Illyés
- Ödön Ivanyi

## J
- Zoltán Jékely
- Mór Jókai

## K
- Margit Kaffka
- György G. Kardos
- József Kármán
- Gáspár Károlyi
- Lajos Kassák
- József Katona (1791–1839) (dramatik)
- Ákos Kertész
- Imre Kertesz (1929–2016)
- György Konrád (1933–2019)
- Zoltán Kőrösi (1962–2016)
- Dezső Kosztolányi
- Mihael Kotsmar
- László Kovács (Vojvodina/Srbija)
- László Krasznahorkai (*1954)
- Agota Kristof (1935–2011) (madž.-švicarska)
- Gyula Krúdy (1878–1933)
- Péter Kuczka
- Floriš Kühar
- Endre Kukorelly (*1951)
- Aladár Kuncz

## L
- János Lackfi
- István Laták
- Ervin Lázár
- Melchior Lengyel
- György Lukács
- Mihael Lutar

## M
- Imre Madách
- Sándor Márai
- Dezső Mészöly (1918–2011)
- Miklós Mészöly (1921–2001)
- Kelemen Mikes
- Kálmán Mikszáth
- Ferenc Molnár (1878–1952)
- Ferenc Móra (1879–1934)
- Virág Móricz
- Zsigmond Móricz (1879–1942)

## N
- Péter Nádas (*1942)
- László Németh (1901–1975)
- László Német
- Krisztián Nyáry
- József Nyírő

## O
- Géza Ottlik (1912–1990)

## P
- George Paloczi-Horvath (1908-1973)
- Károly Pap
- Jenő Pártos
- László Passuth
- János Pénzes
- Gergely Péterfy (*1966)
- Alaine Polcz (1922–2007)

## R
- Jenő Rákosi
- Zsuzsa Rakovszky
- Mátyás Rát
- Zsigmond Remenyik
- Ádám Réz

## S
- Gábor Schein
- Henriett Seth-F.
- Ervin Sinkó
- György Spiró
- Magda Szabó
- Imre Szabó Stein
- Sándor Szathmári
- Júlia Székely
- Gyula Szekfű (1883-1955), zgodovinar
- Ernő Szép
- Antal Szerb
- Ede Szigligeti
- Emil Szittya
- Pál Szomi

## T
- Gyula Takáts
- Áron Tamási
- Dezső Tandori (1938–2019)
- Sándor Tar (1941-2005)
- Ferenc Temesi (*1949)
- Mátyás Temlin
- Kata Tisza
- Ottó Tolnai (*1940)
- Ferenc Török
- Krisztina Tóth (*1967)

## V
- Péter Veres
- József Vészi
- Andrea Vészits
- Mihály Vörösmarty (dramatik)

## Z
- Avgust Zichy
- Lajos Zilahy
- Péter Zilahy
- Péter Zsoldos
- Béla Zsolt